# Pháp quốc Tự do
Nước Pháp Tự do (tiếng Pháp: France Libre et les Forces françaises libres) là một tổ chức chính trị lưu vong của người Pháp chống lại sự chiếm đóng của Đức Quốc Xã đối với Pháp trong Chiến tranh thế giới thứ hai, được thành lập tại Luân Đôn (Anh) bởi tướng Charles de Gaulle sau khi phát lời kêu gọi ngày 18 tháng 6 năm 1940. Tổ chức này cũng tập hợp các binh sĩ quân lực Pháp tham gia Lực lượng Pháp quốc Tự do tiếp tục chống lại phe Trục.

## Lịch sử
Từ 13 tháng 7 năm 1942, tổ chức Pháp quốc Tự do đổi tên thành Pháp quốc tranh đấu (France combattante) và thành lập chính phủ lâm thời Ủy ban quốc gia Pháp (Comité national français), đánh dấu chính thức sự tham gia của Pháp quốc tự do vào lực lượng Đồng Minh chống phát xít.
Tổ chức Pháp quốc Tự do và Lực lượng Pháp quốc Tự do chính thức chấm dứt tồn tại sau ngày 1 tháng 8 năm 1943, tuy nhiên các hoạt động của họ vẫn tiếp tục với danh nghĩa Ủy ban Giải phóng Quốc gia Pháp (Comité français de Libération nationale - CFLN) và Lực lượng Pháp quốc Tự do (Armée française de la Libération).